# Platanowate
Platanowate (Platanaceae) – rodzina roślin z rzędu srebrnikowców (Proteales). Należy do niej 10 gatunków roślin z jednego współcześnie rodzaju – platan Platanus. Występują w Ameryce Środkowej i Północnej oraz w obszarze Morza Śródziemnego. W innych rejonach świata są często uprawiane jako rośliny ozdobne. Badania molekularne ujawniły błędność poglądów systematycznych utrzymujących się przez długi czas odnośnie do tej rodziny. Zaliczany tu dawniej rodzaj ambrowiec Liquidambar (jeszcze system Reveala z lat 1994-1999), włączany jest do rodziny altyngiowatych Altingiaceae, tworzącej linię rozwojową poprzedzającą wyodrębnienie się rodziny oczarowatych w obrębie rzędu skalnicowców. Rodzaj Platanus w uszczuplonej do niego rodzinie platanowatych okazał się natomiast blisko spokrewniony z rodziną srebrnikowatych w obrębie rzędu srebrnikowców.

## Morfologia
Są to wyłącznie duże drzewa liściaste. Kwiaty jednopłciowe. Owocem jest orzeszek lub torebka. 

## Systematyka
Pozycja i podział rodziny według APweb (aktualizowany system APG IV z 2016)
Platanowate tworzą grupę siostrzaną dla srebrnikowatych, wraz z którymi wchodzą w skład rzędu srebrnikowców, stanowiącego jedną ze starszych linii rozwojowych dwuliściennych właściwych.
|  | \| \| srebrnikowate Proteaceae \| \| \| \| \| \| platanowate Platanaceae \| \| \| \| |
|  |                                                                                      |
|  | srebrnikowate Proteaceae                                                             |
|  |                                                                                      |
|  | platanowate Platanaceae                                                              |
|  |                                                                                      |

|  | srebrnikowate Proteaceae |
|  |                          |
|  | platanowate Platanaceae  |
|  |                          |

|  | \| \| srebrnikowate Proteaceae \| \| \| \| \| \| platanowate Platanaceae \| \| \| \| |
|  |                                                                                      |
|  | srebrnikowate Proteaceae                                                             |
|  |                                                                                      |
|  | platanowate Platanaceae                                                              |
|  |                                                                                      |

|  | srebrnikowate Proteaceae |
|  |                          |
|  | platanowate Platanaceae  |
|  |                          |

|  | \| \| srebrnikowate Proteaceae \| \| \| \| \| \| platanowate Platanaceae \| \| \| \| |
|  |                                                                                      |
|  | srebrnikowate Proteaceae                                                             |
|  |                                                                                      |
|  | platanowate Platanaceae                                                              |
|  |                                                                                      |

|  | srebrnikowate Proteaceae |
|  |                          |
|  | platanowate Platanaceae  |
|  |                          |

|  | \| \| srebrnikowate Proteaceae \| \| \| \| \| \| platanowate Platanaceae \| \| \| \| |
|  |                                                                                      |
|  | srebrnikowate Proteaceae                                                             |
|  |                                                                                      |
|  | platanowate Platanaceae                                                              |
|  |                                                                                      |

|  | srebrnikowate Proteaceae |
|  |                          |
|  | platanowate Platanaceae  |
|  |                          |

Do rodziny należy tylko jeden rodzaj współczesny:
- platan Platanus

Najstarsze ślady kopalne rodziny pochodzą z wczesnej kredy i zaliczane są do rodzaju Platanocarpus.
Pozycja w systemie Reveala (1994-1999)
Gromada okrytonasienne (Magnoliophyta Cronquist), podgromada Magnoliophytina Frohne & U. Jensen ex Reveal, klasa Rosopsida Batsch, podklasa oczarowe (Hamamelididae Takht.), nadrząd  Hamamelidanae Takht., rząd oczarowce (Hamamelidales Griseb.) rodzina platanowate (Platanaceae T. Lestib. ex Dumort.). Według Crescent Bloom rodzina w ujęciu Reveala składała się z dwóch rodzajów: ambrowiec (Liquidambar L. 1753) i platan (Platanus L. 1753). 